# Уфимский трамвайно-троллейбусный завод
Уфимский трамвайно-троллейбусный завод (УТТЗ) (башк. Өфө трамвай-троллейбус заводы) — предприятие по производству  троллейбусов в городе Уфа.
УТТЗ производит 100 троллейбусов в год, которые с 2015 года поставлены в Альметьевск, Иваново, Чебоксары, Новокузнецк, Ростов-на-Дону, Стерлитамак, Уфу, Новочебоксарск, Новосибирск, Пензу, Братск и Хабаровск.

## История
УТТЗ официально создано 8 июля 2015 года (по другим данным - в середине 2014 года) как акционерное общество: 30 % акций принадлежали МУЭТ Уфы, 25 % — Башкирскому троллейбусному заводу, и 45 % — Рижскому вагоностроительному заводу, который вышел из состава акционеров в 2016 году.
После официального закрытия в 2017 году Башкирского троллейбусного завода, часть его работников переведена в УТТЗ, который выкупил конструкторскую документацию, оснастку, WMI код, ОТТС, товарный знак, а также несколько кузовов низкопольных троллейбусов БТЗ-52763. 
Первый контракт на 64,14 млн рублей на поставку пяти троллейбусов к 1 апреля 2019 года поступил УТТЗ для системы троллейбусного транспорта города Иваново. Из-за просрочки поставки, первый троллейбус пришёл 24 мая, а второй — 31 мая 2019 года, поэтому УТТЗ предоставил во временное пользование низкопольный троллейбус УТТЗ-6241-000020, проходивший демонстрационные испытания в Санкт-Петербурге и Кирове, который позже был выкуплен и оставлен в Иваново. 
13 ноября 2018 года заключён контракт на 111,87 млн рублей на поставку 10 электробусов с динамической подзарядкой и автономным запасом хода на 15 км для системы троллейбусного транспорта города Альметьевска. 18 октября 2019 года заключён контракт на 35,93 млн рублей, с учётом лизинговых платежей до 2021 года, на поставку двух электробусов для системы троллейбусного транспорта города Новокузнецка.
В 2020 году Правительство Чувашии заключило контракт на 1,178 млрд рублей на поставку 52 низкопольных троллейбусов и 16 троллейбусов, с увеличенным автономным запасом хода, к 15 декабря для системы троллейбусного транспорта города Чебоксар. Первый троллейбус УТТЗ-6241.01 «Горожанин» на базе кузова МАЗ-203 поставлен только 9 декабря и проходил доводку уже на месте, под контролем специалистов Чебоксарского троллейбусного управления. До конца 2020 года поступило ещё 10 троллейбусов из 68. По дополнительному соглашению, поставку троллейбусов должна быть завершена до 1 апреля 2021 года. 
В октябре 2020 года администрация города Уфы заключила контракт на 189,8 млн рублей на поставку 10 троллейбусов. 7–9 апреля 2021 года УТТЗ принял участие в Российском промышленном форуме, где передал троллейбусы УТТЗ-6241.01.

## Продукция

### Трамваи
В 2017 году стало известно, что УТТЗ будет переделывать (модернизировать) трамваи Tatra T3. Для этих целей, ещё в 2015 году МУЭТ Уфы выделил 105 млн рублей на ремонт 10 трамваев.
По заказу УТТЗ, Рижским вагоностроительным заводом и студией промышленного дизайна «Форма» выполнена модернизация Tatra T3SU под новый проект трамвая — РВЗ-8: изменена обшивка, внутренняя отделка салона и кабины; остались прежними облегчённый каркас, шпангоуты крыши; проведён капитально-восстановительный ремонт двух колёсных тележек общей стоимостью около 2 млн рублей; в кабине появилось эргономичное кресло, новый пульт управления и отдельная печка. Большая часть компонентов, в том числе пассажирские сиденья, дверные системы, боковые и салонное зеркала, дворники — отечественного производства.
В мае 2019 года проект отменён из-за недостатка финансирования.

### Троллейбусы
Первоначально, с 2015 года, УТТЗ собирал троллейбусы на базе кузовов БТЗ-52763А 2013 года, купленных у Башкирского троллейбусного завода.
Первый образец — высокопольный троллейбус УТТЗ 6241-20 на базе кузова НефАЗ-5299 — собран в цехе НефАЗа, проходил ходовые испытания в Пензе и Стерлитамаке, а затем отправлен в Макеевку подаренного из Уфы . Второй образец — низкопольный троллейбус УТТЗ-6241-10 «Горожанин» на базе кузова НефАЗ-5299-20-42 — собран в цехе МУЭТ Уфы, в трамвайном депо № 2.
Летом 2020 года разработан проект троллейбуса марки «Горожанин» — продукт российско-белорусской кооперации — УТТЗ и МАЗа: кузова МАЗ-203 поставляют из Минска, остальное собирают в Уфе из российских и импортных комплектующих.
В 2020 году предприятие выпустило 23 троллейбуса.
| Наименование                | Описание                                                                                    | Годы выпуска        | Изображение |
| --------------------------- | ------------------------------------------------------------------------------------------- | ------------------- | ----------- |
| УТТЗ-6241                   | Проект высокопольного троллейбуса на базе кузова НефАЗ-5299.                                | Декабрь 2016 — 2017 |             |
| УТТЗ-6241-10 «Горожанин»    | Высокопольный троллейбус на базе кузова НефАЗ-5299                                          | 2017                |             |
| УТТЗ-6241-10-02 «Горожанин» | Низкопольный троллейбус с возможностью автономного хода; серийная модификация УТТЗ 6241-10. | 2017 — 2020         |             |
| УТТЗ-6241-20                | Низкопольный троллейбус на базе кузова НефАЗ-5299-20-42                                     | 2017                |             |
| УТТЗ-6241.01 «Горожанин»    | Низкопольный троллейбус с возможностью автономного хода на базе кузова МАЗ-203.             | 2020 — н. в.        |             |